# احمد عبدالرحمان
احمد عبدالرحمان (انگلیسی: Ahmat Abderamane؛ زادهٔ ۱ ژانویهٔ ۱۹۹۳) بازیکن فوتبال اهل چاد است.
وی همچنین در تیم ملی فوتبال چاد بازی کرده است.